# Karl Enckell
Karl Enckell, född 1 juni 1853 i Elimä, död 6 juli 1937 i Jorois, var en finländsk agronom. Karl Enckell var kusin till Carl Enckell och fader till Olof Enckell, Rabbe Enckell och Torger Enckell.
Enckell blev biträdande länsagronom i Vasa 1887, föreståndare för Harjus jordbruksskola 1891, direktör för Kronoborgs högre jordbruksskola 1897, tillförordnad direktör för Mustiala lantbruksinstitutet 1902. Vid den högre lantbruksundervisningens förflyttning till Helsingfors universitet var Enckell först lärare där och professor i lantbruksekonomi. Enckell författade ett flertal lantbruksekonomiska skrifter och var 1909 en av stiftarna av Lantbruksvetenskapliga samfundet i Finland.